# Робинс, Эмили
Э́мили А́йрес Ро́бинс (англ. Emily Iris Robins, 21 мая 1989 года, Лондон) — новозеландская актриса и певица, известная по роли Алекс Уилсон в сериале Принцесса слонов.

## Биография

### Ранние годы
Эмили Айрес Робинс родилась 21 мая 1989 года в Лондоне. Позже семья переехала в Окленд, Новая Зеландия. Её мать, Джейд Робинс, работала заместителем директора начальной школы, отец, Дэнни Робинс — менеджер компании по автобусным турам. У Эмили есть младшая сестра по имени Меган. 

### Карьера
Эмили Робинс получила роль в «Шортленд-стрит» благодаря прослушиванию в школе, после ей досталась роль Клэр Соломон. Покинула шоу в июле 2007 года, когда по сценарию её персонаж была найдена мёртвой в мусорном контейнере. Сотрудничала с CentreStage.
В 2007 году она появилась в картине Артура Миллера «Суровое испытание», где она сыграла Сюзанну.
В 2008 году Робинс получила главную роль в сериале «Принцесса слонов», успешно сыграв храбрую девушку Александру Уилсон. Шоу продолжалось в течение двух сезонов. В Великобритании этот сериал известен как «The Rock Princess».
В 2011 году сыграла роль Скарлетт Карлайл в сериале «Горка». Также ей досталась роль Тони в фильме «Неприлично богатый»

### Личная жизнь
С 2009 года замужем за Джо Дженкинсом.

## Фильмография
| Год       |     | Русское название   | Оригинальное название | Роль             |
| --------- | --- | ------------------ | --------------------- | ---------------- |
| 2004—2007 | с   | Шортленд-стрит     | Shortland Street      | Клэр Соломон     |
| 2008—2011 | с   | Принцесса слонов   | The Elephant Princess | Алекс Уилсон     |
| 2011      | с   | Горка              | SLiDE                 | Скарлетт Карлайл |
| 2015      | кор | Три короля         | Three Kings           | Шугар            |
| 2016      | с   | Неприлично богатый | Filthy Rich           | Тони             |

## Награды и номинации
| Год  | Награда                                                            | Работа         | Результат |
| ---- | ------------------------------------------------------------------ | -------------- | --------- |
| 2005 | TV Guide Best on the Box People's Choice Award — Восходящая звезда | Шортленд-стрит | Победа    |